# 皮劳号小巡洋舰
皮劳号是俄罗斯帝国海军原以“穆拉维约夫·阿姆尔斯基号”之名于1913年从德国但泽的希肖船厂订购的一艘巡洋舰，并于1914年4月下水。但随着第一次世界大战的爆发，该舰于1914年8月被德意志帝国海军没收，并以东普鲁士城市皮劳（今俄罗斯波罗的斯克）重命名，至1914年12月投入投入公海舰队使用。作为皮劳级小巡洋舰的首舰，其姊妹舰仅埃尔宾号一艘。皮劳号的主舰炮为八门150毫米45倍径速射炮，最高速度达27.5节。
皮劳号的大部分职业生涯都是在第二侦察集群度过，并于北海及波罗的海均有过行动。1915年8月，它参加了针对俄国海军的里加湾海战，后又于1916年5月31日至6月1日爆发的日德兰海战中经历了激烈的战斗。它在交战期间曾被一枚大口径炮弹击中，但仅受到中度破坏。海战结束后，它还协助受损严重的战列巡洋舰塞德利茨号于6月2日返回港口。舰只也参加了第二次黑尔戈兰海战，但在交锋中没有受损。在战争的最后几周里，皮劳号被派往公海舰队执行终极作战计划，但舰队内爆发的大规模叛变迫使行动被取消。
一战结束后，皮劳号作为战利舰于1920年被割让予意大利。它被更名为巴里号（義大利語：Bari），于1924年1月正式投入意大利皇家海军服役。在接下来的二十年间，舰只经历了多次改造和重建。至第二次世界大战初期，它在地中海的几次战役中曾为意大利军队提供火炮支援。1943年，巴里号被指定担任防空舰，但在等待改造期间，它于1943年6月在利沃诺被美国陆军航空兵轰炸机击沉。残骸于1944年被德国人部分拆解，并最终至1948年1月打捞后报废。

## 设计

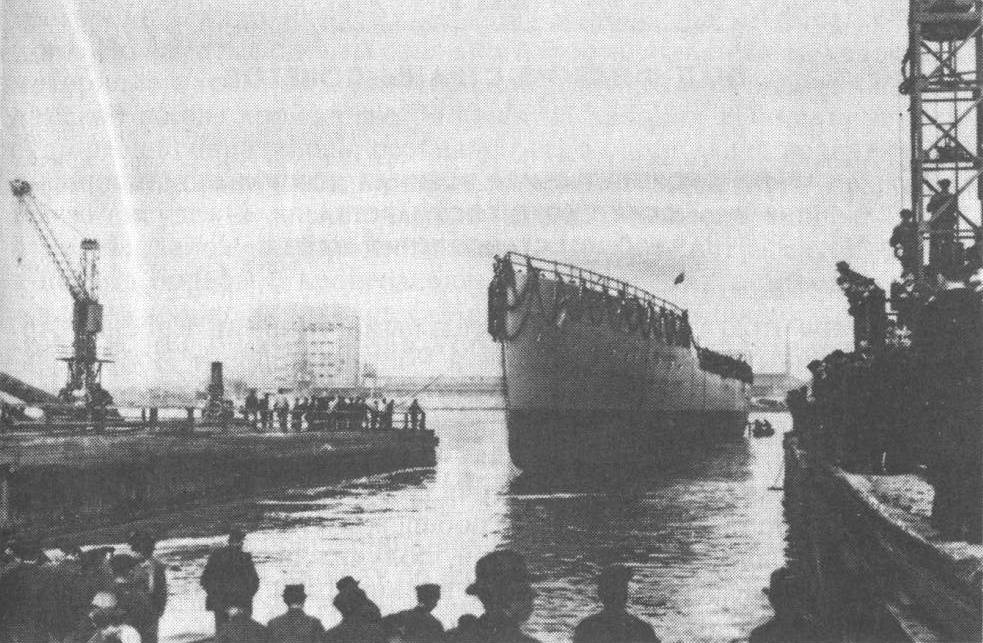
正在下水的穆拉维约夫·阿穆尔斯基号

皮劳号原为俄罗斯帝国海军向但泽的希肖船厂订购的一艘小巡洋舰，自1913年开始架设龙骨，并于1914年4月以“穆拉维约夫·阿穆尔斯基号”（Муравьёв Амурский）的名义的下水，之后展开舾装工作。随着第一次世界大战的爆发，这艘尚未完工的舰只于1914年8月5日作为敌方财产被德意志帝国海军没收，并以东普鲁士港口城市皮劳重命名。至1914年12月14日，皮劳号正式投入公海舰队使用。
皮劳号的全长为135.3（443英尺11英寸），有13.6（44英尺7英寸）的舷宽和5.98（19英尺7英寸）的前吃水。在满载情况下，舰只的排水量可达5,252公噸（5,169長噸）。其推进系统由两套船用蒸汽轮机组成，以驱动两副直径为3.5（11英尺6英寸）的三叶螺旋桨。舰只设计可输出30,000匹軸馬力（22,000千瓦特）的额定功率。它由六台燃煤雅鲁式水管锅炉和四台燃油雅鲁式水管锅炉提供动力，这使得舰只的最高速度可达27.5節（50.9每小時）。皮劳号能够携带620公噸（610長噸）煤和额外580公噸（570長噸）燃油，允许其以12節（22每小時）的速度续航4,300海里（8,000）。舰只的标准船员编制则为21名军官和421名水兵。
皮劳号的主舰炮由八门单座安装的150毫米45倍径速射炮组成。其中两门并排布置在艏艛前方，四门设于舰舯、每边各一对，以及两门并排布置在舰艉。副炮则为四门52毫米55倍径速射炮，但其后被两门88毫米45倍径速射炮所取代。此外，舰只还在甲板上安装有两具500（19.7英寸）鱼雷管，并且能够携带120枚水雷。在装甲方面，皮劳号的司令塔侧面有75（3.0英寸）厚，而甲板的厚度则为80（3.1英寸）毫米。

## 服役历史
入役后，皮劳号被即被分配至第二侦察集群服役。它参与的首个重大行动是在1915年8月爆发的里加湾海战。当时，一支来自公海舰队的重要特遣队——包括有八艘无畏舰和三艘战列巡洋舰，驶向波罗的海，试图肃清里加湾内的俄国海军力量。8月13日，俄国潜艇曾向该舰发射三枚鱼雷，但均未命中。随后，皮劳号加入了8月16日由战列舰拿骚号和波森号主导的第二轮攻势。随着扫雷舰于20日完成对俄国雷区的清理，使德国分舰队得以进入海湾。俄国人此时则已撤回至穆胡島，但其潜艇以及布设在湾区内雷区的威胁仍足以迫使德国人撤离。公海舰队的主要舰只于8月底之前回到了北海。

### 日德兰海战

英国（蓝）及德国（红）舰队在日德兰海战中的调遣图

1916年5月，公海舰队总司令、海军上将赖因哈德·舍尔计划将一部分英国舰队引出基地，进而由整个公海舰队将其摧毁。皮劳号留在第二侦察集群，在行动中隶属第一侦察集群指挥。该分舰队于5月31日凌晨02:00离开亚德湾锚区，驶向斯卡格拉克海域。舰队主体则于一个半小时后跟进。在15:30前不久，敌对的巡洋舰屏护部队开始交战；埃尔宾号是第一艘遇到英国人的德国巡洋舰。皮劳号与法兰克福号前来支援，并于16:12开始向伽拉忒亚号和法厄同号开火，射程为14,900（16,300碼）。随着英国舰只转向离开，德国炮弹落了空，皮劳号与法兰克福号遂于16:17暂停射击。大约十五分钟后，三艘小巡洋舰与一架从水上飞机母舰恩加丁号起飞的水上飞机相遇。它们未能取得任何命中，但水上飞机却因发动机故障而被迫停机，并强制着陆。三艘小巡洋舰随后返回了它们在德国战列巡洋舰前方的阵位。
在17:00前不久，英国的第5战列分舰队赶到现场，并于16:50发现了皮劳号、埃尔宾号和法兰克福号。八分钟后，强大的战列舰厌战号和英勇号在相距17,000碼（16,000）的范围内向皮劳号开火。几轮齐射落在德国巡洋舰附近，促使它们布下烟云并以高速转向离开。大约一小时后，德国的战列巡洋舰遭到了驱逐舰翁斯洛号和莫尔兹比号的袭击，但皮劳号、法兰克福号以及战列巡洋舰的副炮将它们击退。在18:30左右，皮劳号及第二侦察集群余部又遇到了轻巡洋舰切斯特号；它们开火并对该舰取得数次命中。当双方巡洋舰脱离时，英国海军少将贺拉斯·胡德麾下的三艘战列巡洋舰介入其中。他的旗舰无敌号击中并引爆了威斯巴登号的轮机舱，从而致使该舰失效。皮劳号也被不屈号的12英寸（300）炮命中。炮弹在舰只的海图室下方爆炸；大部分的冲击波都推向舷外，但右舷供气轴却将部分爆炸送入第二锅炉舱。舰上的全部六台燃煤锅炉都暂时停机，但其四台燃油锅炉仍可产生24節（44每小時）的速度，允许皮劳号在大雾的掩护下逃脱。至20:30，六台燃煤锅炉中的三台恢复运行，舰只得以以26節（48每小時）的速度航行。
在21:20左右，第二侦察集群再次遭遇英国的战列巡洋舰。当它们转向离开时，皮劳号曾短暂受到战列巡洋舰的攻击，但毫无效果。狮号和虎号都向该舰发射了炮弹，然后转而瞄准战列巡洋舰德夫林格号；皮劳号的官方记录表明，英国人的射术非常拙劣。皮劳号与法兰克福号于23:00前不久发现了轻巡洋舰卡斯托耳号和几艘驱逐舰。它们各向英国巡洋舰发射了一枚鱼雷，然后在没有使用探照灯或火炮的情况下返回德国阵线，以避免将英国人引向德国战列舰群。至6月1日凌晨04:00，德国舰队已成功避开英国舰队并抵达喇叭礁。在09:30，皮劳号从舰队中分离出来，前往协助陷入瘫痪的战列巡洋舰塞德利茨号，后者在返回港口时遇到了麻烦。皮劳号航行于塞德利茨号前方，以便将其引导回威廉港，但在10:00过后不久，战列巡洋舰在叙尔特岛附近擱淺。随着塞德利茨号于10:30松脱，返航得以继续进行，此时由一个扫雷艇支舰队领头，为的是试探水深以防止再度搁浅。然而，塞德利茨号却持续进水并不断下沉；为了改善这一情况，它转过身来采取倒车航行。皮劳号也试图拖曳战列巡洋舰，但由于绳索反复断裂而未能成功。两艘泵船在傍晚抵达，在皮劳号的引导下，整个夜晚都以缓慢前行。这些舰只最终于08:30抵达亞德河外围灯船，并于二十分钟后抛锚停泊。在海战的过程中，皮劳号共发射了113枚150毫米炮和4枚88毫米炮，另射出一枚鱼雷。其船员中共有4人阵亡、23人负伤。

### 后续行动
1917年7月，包括皮劳号在内的几艘舰只发生了一系列叛乱。当该舰于20日在威廉港驻泊时，由137人组成的团体离开舰只，以抗议取消他们的休假。在城镇停留了几小时后，这些人回到舰上，开始进行他们于早上受命需要完成的任务，以示善意。皮劳号的舰长对事件采取宽松处理，并下令对策划抗议的船员处以有限的惩罚。至1917年末，皮劳号连同施特拉尔松德号和雷根斯堡号被分配至第四侦察集群。1917年10月下旬，第四侦察集群驶往皮劳，至30日抵达。它们的任务是跟随第一战列分舰队的战列舰，接替刚刚完成阿尔比恩行动、并占领了里加湾岛屿的重型部队。然而，由于在当地最近一次风暴中位移的水雷存在爆炸风险，促使国家海军部取消了这次任务，皮劳号与第四侦察集群余部遂受命于10月31日返回北海。
返回北海后，皮劳号重归第二侦察集群。11月17日，第二侦察集群的四艘小巡洋舰在战列舰皇帝号和皇后号的支持下，于北海展开扫雷行动。在随之引发的第二次黑尔戈兰海战中，它们遭到了由战列舰和战列巡洋舰支援的英国巡洋舰的袭击。作为第二侦察集群的旗舰，柯尼斯堡号于交战中受损，但四艘小巡洋舰仍设法脱离英国人，将后者引向德国的无畏舰群。无畏舰反过来迫使英国人中断了攻击；双方都没有在行动中取得重大成功。皮劳号得以毫发无损的离开战场。1918年4月23－24日，舰只又参加了一次无果的舰队行动，攻击前往挪威的英国船队。第一与第二侦察集群、连同第二鱼雷艇区舰队，意图向一支前往挪威、戒备森严的英国护航队发动袭击，公海舰队余部则提供远程支援。然而，德国人未能找到船队的位置，后者实际上在舰队离港的前一天便已出航。结果，舍尔中断了行动并返回港口。
1918年10月，皮劳号及第二侦察集群余部将主导针对英国皇家海军的终极进攻。其中皮劳号、科隆号、德累斯顿号和柯尼斯堡号将攻击泰晤士河口的商船运输，而卡尔斯鲁厄号、纽伦堡号和格劳登茨号则要炮击法兰德斯的目标，以引出英国大舰队。当时，已出任海军总参谋长的舍尔和公海舰队时任总司令弗朗茨·冯·希佩尔，计划不惜以舰队一切代价尽可能重创英国海军，以确保德国获得更好的谈判地位。10月29日上午，将于次日从威廉港启航的命令正式下达。然而从当天夜晚开始，图林根号战列舰及其它几艘战列舰的水兵发生叛变。动荡最终迫使舍尔和希佩尔取消了行动。

### 意大利役期
战争结束后，皮劳号曾短暂跟随新组建的魏玛国家海军服役。它于1919年11月5日正式从海军名录中除籍，并作为战利舰被割让予协约国。1920年7月20日，舰只在法国港口瑟堡以“U”为代号正式移交意大利。它被更名为“巴里号”（Bari），于1924年1月21日投入意大利皇家海军服役，最初是分类为侦察舰。其原有的88毫米高射炮被替换为76毫米40倍径炮。1925年8月，巴里号在西西里岛的巴勒莫附近搁浅，至9月20日才重新浮起。1929年7月19日，巴里号被重归类为巡洋舰。在1933－34年间，该舰为执行殖民地勤务而进行了改装，并转为全燃油动力。为了增加贮油舱的空间，其六台燃煤锅炉以及前部烟囱均被拆除，而剩余的两座烟囱也相应缩短。这使得舰只的功率减少至210,000匹軸馬力（156,597千瓦特），最高速度为24.5節（45.4每小時）。但其巡航范围显著增加，在以14節（26每小時）的相同速度下，续航里程从2,600海里（4,800）提升至4,000海里（7,400）。
重新投入使用后，巴里号被派往红海，部署于意属东非。它留在当地直至1937年，然后返回意大利。当第二次世界大战于1939年9月爆发后，巴里号的舰载武器又增加了六门20毫米炮和六门13.2毫米机炮。1940年，当巴里号在希意戰爭期间成为“特别海军部队”（Forza Navale Speciale）的旗舰时，它被激活执行战斗任务。舰只为入侵凯法利尼亚岛提供了支援，其后又炮击了希腊本土的希腊人阵地。随着1941年4月的德国干预和希腊战败后，巴里号受命负责为意大利至被占希腊港口间的船队提供护航。与此同时，意大利于1940年6月加入了范围更广的世界大战。1942年，它支援了意大利军队在科西嘉岛的巴斯蒂亚登陆，并参加了当年晚些时候在黑山海岸进行的清剿游击队轰炸。同年，它入驻利沃诺，并于1943年1月在当地作预备役处置。
1943年初，巴里号获安排改装为防空舰。它将重新装备六门90毫米50倍径炮、八门37毫米炮以及八门新式20毫米65或70倍径炮。这项改装需要大量的资源，且工程直至6月28日尚未开始——当时美国轰炸机在利沃诺重创了巴里号，使它在两天后便在浅水中沉没。而当意大利于1943年9月签署停战协议后，舰只进一步受到破坏，以致它对德国占领当局毫无用处。1944年，德国人将部分残骸拆除。巴里号于1947年2月27日正式从海军名录中除籍，并于1948年1月13日打捞上岸后报废。